# Egon Görgens
Egon Görgens (* 23. April 1941 in Büderich) ist ein deutscher Wirtschaftswissenschaftler und Hochschullehrer an der Universität Bayreuth.

## Leben und Wirken
Egon Görgens studierte Volkswirtschaftslehre an der Universität Erlangen-Nürnberg und promovierte dort 1968. Im Jahr 1973 habilitierte er sich dort 1975 übernahm er eine ordentliche Professur an der Technischen Universität Berlin und erhielt 1978 einen Ruf auf eine Professur an der Universität Bayreuth, wo er bis zu seiner Emeritierung lehrte und forschte.
Die von ihm mitverfassten Lehrbücher zur Makroökonomie und Geldpolitik erschienen in 6. bzw. 10. Auflage. Außerdem beschäftige sich Görgens mit Arbeitsmarkt- und Beschäftigungspolitik.

## Veröffentlichungen (Auswahl)
- Wettbewerb und Wirtschaftswachstum (= Beiträge zur Wirtschaftspolitik, Bd. 10). Rombach, Freiburg/Br. 1969 (= Dissertation Universität Erlangen-Nürnberg).
- Wandlungen der industriellen Produktionsstruktur im wirtschaftlichen Wachstum (= Sozioökonomische Forschungen, Bd. 3). Haupt, Bern 1975, ISBN 3-258-02381-6 (= Habilitationsschrift Universität Erlangen-Nürnberg).
- Beschäftigungspolitik. Vahlen, München 1981, ISBN 3-8006-0866-9.
- Entwicklungshilfe und Ordnungspolitik. Eine theoretisch-empirische Wirkungsanalyse unter besonderer Berücksichtigung Schwarzafrikas (= Sozioökonomische Forschungen, Bd. 18). Haupt, Bern 1983, ISBN 3-258-03324-2.
- Beschäftigungsperspektiven des sektoralen Strukturwandels. In: ders. (Mithrsg.): Die Zukunft der wirtschaftlichen Entwicklung. Ernst Dürr zum 65. Geburtstag (= Beiträge zur Wirtschaftspolitik, Bd. 55). Haupt, Bern 1992, S. 497–514, ISBN 3-258-04633-6.
- Der Arbeitsmarkt im europäischen Integrationsprozeß. In: Helmut Gröner (Hrsg.): Die europäische Integration als ordnungspolitische Aufgabe (= Schriften zum Vergleich von -Wirtschaftsordnungen, Bd. 43). G. Fischer, Stuttgart 1993, S. 197–236, ISBN 3-437-50363-4.
- (mit Karlheinz Ruckriegel; Karl-Wilhelm Giersberg): Grundzüge der makroökonomischen Theorie. 5. Aufl. Verlag PCO, Bayreuth 1995, ISBN 3-925710-99-X (10. Aufl. u.d.T.: Makroökonomik, UTB, Bd. 8350, Lucius & Lucius, Stuttgart 2007, ISBN 978-3-8252-8350-6).
- Arbeitsmarktinstitutionen und Beschäftigung in Deutschland. In: Ordo, Bd. 48 (1997), S. 385–410.
- Die entwicklungspolitischen Strategien von IWF und Weltbank. Vom entwicklungspolitischen Dirigismus zur marktwirtschaftlichen Orientierung – und zurück? In: Spiridon Paraskewopoulos (Hrsg.): Wirtschaftsordnung und wirtschaftliche Entwicklung (= Schriften zu Ordnungsfragen der Wirtschaft, Bd. 53). Lucius und Lucius, Stuttgart 1997, S. 261–276, ISBN 3-8282-0034-6.
- Misere am Arbeitsmarkt – Die vergessene ordnungspolitische Dimension. In: Richard Reichel (Hrsg.): Wirtschaftsordnung und Wirtschaftswunder (= Sozialökonomische Forschungen, Bd. 39). Haupt, Bern 1998, S. 41–60, ISBN 3-258-05795-8.
- (mit Karlheinz Ruckriegel; Franz Seitz): Europäische Geldpolitik. Werner, Düsseldorf 1999, ISBN 3-8041-1812-7 (6. Aufl. 2014, ISBN 978-3-8252-8555-5).
- Investitionsschwäche, Lohnschere und Arbeitslosigkeit – Ist das Subsidiaritätsprinzip überfordert? In: Wolfgang J. Mückl (Hrsg.): Subsidiarität. Gestaltungsprinzip für eine freiheitliche Ordnung in Staat, Wirtschaft und Gesellschaft. Schöningh, Paderborn 1999, S. 153–180, ISBN 3-506-73386-9.
- Funktionsbeeinträchtigungen des Arbeitsmarkts und internationale Herausforderungen. In: Helmut Walter (Hrsg.): Wachstum, Strukturwandel und Wettbewerb. Festschrift für Klaus Herdzina. Lucius & Lucius, Stuttgart 2000, S. 519–542, ISBN 3-8282-0146-6.

Festschrift
- Thomas Pfahler/Peter Thuy (Hrsg.): Wirtschaftliche Entwicklung und struktureller Wandel. Egon Görgens zum 65. Geburtstag (= Beiträge zur Wirtschaftspolitik, Bd. 81). Haupt, Bern 2006, ISBN 3-258-07035-0 (Verzeichnis der Veröffentlichungen von Egon Görgens S. 417ff).